# Yakhara Gueye
Pour les articles homonymes, voir Gueye.
Ndeye Marie Karma de son vrai nom Yakhara Gueye, née le 24 septembre 1999 à Dakar, est une actrice, comédienne et modèle photo sénégalaise. Elle est connue en Afrique pour avoir interprété des rôles dans des séries à succès.

## Biographie
Yakhara Gueye naît le 24 septembre 1999 à Dakar, elle se lance dans le cinéma après avoir fait des études en BTP. Elle fait sa première apparition en 2018 dans la série Li Nu Bolé dans le rôle de Mademoiselle Ndoye. Yakhara Gueye incarne ensuite le rôle de Ndeye Marie dans la série Karma et le rôle de Marie Thèrèse dans la série Emprise.

### Vie privée
Épouse du styliste Moussa Versailles, elle donne naissance à leur premier enfant en 2023.

## Filmographie

### Séries
- 2018 : Li Nu Bolé[3].
- 2020 : Grand Amour[6].
- 2021 : Karma[7].
- 2022 : Emprise[8].